# Nederland op het Eurovisiesongfestival 2005
Nederland nam deel aan het Eurovisiesongfestival 2005 in Kiev, Oekraïne. Het was de 46e deelname van Nederland op het Eurovisiesongfestival. De NOS was verantwoordelijk voor de Nederlandse bijdrage.

## Nationaal Songfestival
Tijdens de finale van het Nationaal Songfestival deden er twaalf kandidaten mee. De artiest met de meeste punten mocht meedoen aan het Eurovisiesongfestival in Kiev. Glennis Grace won met 170 punten en mocht meedoen aan het Eurovisiesongfestival met het liedje My impossible dream.

## In Kiev
Voordat Glennis Grace mocht meedoen aan de finale van het Eurovisiesongfestival moest zij eerst meedoen aan de halve finale. Zij was als negende aan de beurt, na Wit-Rusland en voor IJsland.
Glennis Grace mocht niet door naar de finale van het Eurovisiesongfestival. Zij eindigde als 14e met 53 punten, alleen de tien landen met de meeste punten gingen door. Het was de eerste keer dat Nederland niet doorging naar de finale van het Eurovisiesongfestival.
België had twaalf punten over voor deze inzending in de halve finale.

### Gekregen punten

#### Halve finale
| 12 punten          | 10 punten | 8 punten         | 7 punten                            | 6 punten     |
| ------------------ | --------- | ---------------- | ----------------------------------- | ------------ |
| - België           |           | - Malta - Monaco |                                     | - Denemarken |
| 5 punten           | 4 punten  | 3 punten         | 2 punten                            | 1 punt       |
| - Andorra - Israël | - Ierland |                  | - Verenigd Koninkrijk - Zwitserland | - Roemenië   |

### Punten gegeven door Nederland
Punten gegeven in de halve finale:
| 12 punten | Denemarken      |
| 10 punten | Israël          |
| 8 punten  | Roemenië        |
| 7 punten  | Andorra         |
| 6 punten  | België          |
| 5 punten  | Polen           |
| 4 punten  | Kroatië         |
| 3 punten  | Noord-Macedonië |
| 2 punten  | Noorwegen       |
| 1 punt    | Finland         |

Punten gegeven in de finale:
| 12 punten | Turkije               |
| 10 punten | Griekenland           |
| 8 punten  | Denemarken            |
| 7 punten  | Israël                |
| 6 punten  | Bosnië en Herzegovina |
| 5 punten  | Malta                 |
| 4 punten  | Servië en Montenegro  |
| 3 punten  | Roemenië              |
| 2 punten  | Kroatië               |
| 1 punt    | Noorwegen             |

1956 · 1957 · 1958 · 1959 · 1960 · 1961 · 1962 · 1963 · 1964 · 1965 · 1966 · 1967 · 1968 · 1969 · 1970 · 1971 · 1972 · 1973 · 1974 · 1975 · 1976 · 1977 · 1978 · 1979 · 1980 · 1981 · 1982 · 1983 · 1984 · 1985 · 1986 · 1987 · 1988 · 1989 · 1990 · 1991 · 1992 · 1993 · 1994 · 1995 · 1996 · 1997 · 1998 · 1999 · 2000 · 2001 · 2002 · 2003 · 2004 · 2005 · 2006 · 2007 · 2008 · 2009 · 2010 · 2011 · 2012 · 2013 · 2014 · 2015 · 2016 · 2017 · 2018 · 2019 · 2020 · 2021 · 2022 · 2023 · 2024 · 2025